# Нічого втрачати (фільм)
«Нічого втрачати» (англ. Nothing to Lose) — американська кінокомедія 1997 року.
Прем'єра фільму в США відбулася 18 липня 1997 року. У головних ролях знялися Мартін Ловренс і Тім Роббінс.

## Сюжет
Головний герой — рекламний адміністратор, Нік Бім планує повечеряти з коханою дружиною в ресторані. Бос Філіп прохає підмінити його на зустрічі з партнером, проте Нікові вдається раніше повернутися додому. Там він застає дружину в ліжку з іншим чоловіком. На шафці він помічає запонки свого шефа. Після цього Нік сідає в машину й їде геть із міста. В бідному районі Лос-Анжелесу його намагається пограбувати Ті-Пол, та Нік не зважає на його пістолет, замикає двері й їде до їдальні в Аризоні, викинувши свій гаманець на дорогу. В їдальні Ті-Пол платить за їхній обід, а потім грабує заправку, оскільки єдина кредитна картка, що залишилася в Ніка, виявилася неробочою. Хазяїн заправки із зброєю намагається наздогнати Ніка і Ті-Пола. З іншого боку на них насувається поліцейський. Нік розвертає машину, поліцейський врізається в машину озброєного хазяїна заправки. Та поліцейський не запам'ятав номер машини й прийняв двійку грабіжників за інших двох кримінальних типів, що тримають місцевість під своїм контролем.
Після цього Нік здогадується, як може помститися босові — він викраде гроші з його сейфу, оскільки знає код від нього. Ті-Пол збирається скоїти цей злочин разом із ним.
Під час того, як Нік купував бензин на продовження їхньої подорожі, кримінальні авторитети місцевості побачили їх, оточили й наказали віддати гроші, що ті зібрали грабунком. Ті-Пол почав загрожувати їм пістолетом і ледь влучив у руку Ніка. Після цього їм вдалося втекти. Та бандити забрали візитівки Ніка, тому вирішили також пограбувати фірму, в якій той працював.
Тим часом Ті-Пол запросив переночувати Ніка в його помешканні. Нік вважав, що Ті-Пол — звичайний хуліган, що не хоче працювати, а виявилося, що він заочно отримав вищу освіту з електроніки, й просто не може знайти собі роботи. Він живе з матір'ю, дружиною й двома дітьми.
Наступного дня Нік і Ті-Пол викрали два ліхтаря, маски з діркою для очей і вночі пробралися на фірму. Відволікши охорону, вони пробралися до сейфу. Виявилося, що бос змінив код, проте Ті-Пол зміг відключити сигналізацію на 5 хвилин. За цей час вони викрали всі гроші, проте Нік зірвався, зняв маску й знищив статую боса.
Після цього вони поїхали в готель, проте їх переслідували кримінальні авторитети з Аризони. Нік пішов до бару, де зустрів свою знайому. Та запропонувала йому провести ніч разом, та Нік не зміг зрадити дружину, навіть знаючи, що вона переспала з його босом. У цей час злодії піднялися до Ті-Пола, забрали всі гроші, а його самого посадили на стілець й прив'язали на балконі. Нік у цей час зателефонував дружині — та дуже хвилювалася за нього й розповіла, що він застав не її з босом, а її сестру з нареченим, які приїхали на тиждень раніше, ніж подружжя очікувало. Після цього Нік звільнив Ті-Пола й вона поїхали за бандитами. Відібравши в них гроші, Нік пояснив Ті-Полу, що їх треба повернути до сейфу, оскільки його дружина не зраджувала йому з босом. Нік забрав гроші й поїхав додому, а Ті-Пол пішов додому.
Наступного ранку Нікові повідомили, що шеф переглядає плівку із записом хулігана, що знищив його статую. Нік намагався затулити екран, та на тому місці, де він знімав маску, плівку замінили. Він зрозумів, що це Ті-Пол врятував його. Тоді Нік пішов до Ті-Пола й запропонував йому гідну роботу в своїй компанії.

## У ролях
| Актор              | Роль                          |
| ------------------ | ----------------------------- |
| Тім Роббінс        | Нік Бім                       |
| Мартін Ловренс     | Терренс Пол «Т. Пол» Девідсон |
| Джон Макгінлі      | Девіс «Ріг» Ленлоу            |
| Джанкарло Еспозіто | Чарльз «Чарлі» Дант           |
| Майкл Маккін       | Філіп «П.Б» Барроу            |
| Келлі Престон      | Енн Бім                       |
| Ребекка Гейхарт    | Даніель                       |
| Блейк Кларк        | касир на заправці             |

## Касові збори
В США фільм отримав $44,480,039.

## Кінокритика
На сайті Rotten Tomatoes фільм отримав усього 5 схвальних відгуків і 17 несхвальних, отримавши таким чином оцінку в 23 %.